# Отношения между Азербайджан и Русия
Азербайджан е бил част от Руската империя и впоследствие от Съюза на съветските социалистически републики. След разпадането на СССР започва сближаване между двете страни поради външната политика на Аяз Муталибов.  След арменската окупация на град Ходжали обаче Муталибов е принуден да се оттегли, като това води до поемането на властта от Абулфаз Елчибей. По време на едногодишното управление на Елчибей отношенията между Азербайджан и Русия се влошават, като политиката на азербайджанския лидер е определяна като „антируска“.  Впоследствие започва затопляне на отношенията с Русия, предприето от Гейдар Алиев, който идва на власт през 1993 г.
Русия има посолство в Баку. Азербайджан има дипломатическо представителство в Москва, както и генерални консулства в Санкт Петербург и Екатеринбург. Над половини милион азербайджанци живеят в Русия, както и най-голямата руска диаспора в региона се намира в Азербайджан.  По време на президентския си мандат, Дмитрий Медведев обявява, че народите на Русия и Азербайджан са обвързани с „най-близко приятелство и връзки на доверие“. Отношенията между двете страни остават приятелски и близки, но между тях съществуват и разногласия по въпроси като Нагорно-карабахския конфликт, конфликта в Абхазия и Южна Осетия и правния статут на Каспийско море. И двете страни са изправени пред възможна заплаха от евентуални сепаратистки движения на Лезгинци. Някои анализатори твърдят, че Русия остава неутрална и дори до някава степен подпомага Азербайджан в конфликта в Карабах в началото на 90-те, но това е било преустановено след поемането на властта от Алчибей и националистическото управление на Азербайджан, което става причина Русия да подпише много военни споразумения с Армения.  Тези събития, както и тези от „Черния януари“ са повод за появата на недоверие към Русия предимно сред националистите в азербайджанското общество. Според проучване направено през 2007 година, около 80% от азербайджанците одобряват добрите отношения с Русия, но след войната с Грузия този процент намалява до 52%. Русофобията никога не е била често срещана в Азербайджан и азербайджанското правителство е твърдо решено да пази правата на етническите руснаци в Азербайджан. Съществува обаче неприязън към руснаци, които имат роднински връзки с арменци.  Азербайджанците често стават обект на дискриминация в Русия, поради често срещаната „кавказофобия“ след чеченските войни. Като основна причина за това явление се смята неспособността на руснаците да различават азерите от други кавказски народи. 
На 4 април 1992 г. министрите на външите работи на Азербайджан – Г. Садиков и на Русия – Андрей Козирев подписват протокол за установяване на дипломатически отношения между Азербайджан и Руската Федерация.
На 25 септември 1992 г. руското посолство в Баку официално започва да изпълнява своите функции. Първият руски посланик в Азербайджан е Владимир Шония. На 30 септември 1992 г. в Баку на работно посещение пристига премиера Егор Гайдар. По време на посещението се подписва пакет от междуправителствени документи, включително търговски и икономически споразумения.
На 12 октомври 1992 г. Елчибей пристига в Русия на официално посещение. Визитата е по случай подписването на Договора за приятелство, сътрудничество и взаимна сигурност между двете страни. Въпреки това договорът никога не е ратифициран.
На 31 май 1993 г. в Баку пристига делегация на Руския Върховен Съвет, която официално предава обръщението на Борис Елцин за помилване на шест руски войници, заловени от азербайджанци в Нагорни Карабах и осъдени на смърт. На 6 септември 1993 г. президентът на Азербайджан Гайдар Алиев пристига в Русия. На 26 септември 1993 г. Азербайджан става член на ОНД. Основният документ за двустранните отношения – Договорът за приятелство, сътрудничество и взаимна помощ между Азербайджан и Руската федерация, е подписан на 3 юли 1997 г.
Към 2013 г. между двете страни са подписани приблизително 80 междудържавни и междуправителствени споразумения.
На 2 ноември 2008 г. в Москва по инициатива на руския президент се провежда тристранна среща между президентите на Азербайджан (И. Алиев), Армения (С. А. Саркисян) и Нагорни Карабах. След срещата се подписва тристранна декларация за уреждане на политическия конфликт в Нагорни Карабах.

## Руски оръжейни доставки за Армения през 2008 г.
В началото на 2009 г. азербайджански медии публикуват твърдения, че Русия прави големи оръжейни доставки за Армения през цялата 2008 г. на стойност от около 800 милиона долара. На 12 януари 2009 г. руският посланик е поканен в Министерството на външните работи на Азербайджан и запитан по повод тази информация. На 21 януари 2009 г. руското министерство на външните работи официално отрича тези доставки.
Според материали публикувани в Уикилийкс през декември 2010 г. азербайджанският министър на отбраната Сафар Абиев твърди, че през януари 2009 г. по време на визитата си в Москва неговият руски колега – Сергей Сердюков неофициално признава за оръжейните доставки, въпреки официалното им опровергаване.

## Двустранни взаимоотношения

### Военно сътрудничество
Към 2013 г. се наблюдава прогрес в развитието на военно-техническото сътрудничество между Русия и Азербайджан. На 27 февруари 2003 г. в Баку се подписва междуправителствено споразумение за военно-техническо сътрудничество, а на 4 декември 2006 г. междуправителствено споразумение за взаимна защита на интелектуалната собственост.
На 25 януари 2002 г. между Руската федерация и Република Азербайджан се подписва „Споразумение за статута, принципите и условията за ползване на радарна станция Габала“. На 20 юни 2007 г. се подписва междуправителствен протокол, който се отнася за статута на оторизираните представители на Русия и Азербайджан, назначени да изпълнят споразумението за статута, принципите и условията за ползване на радара.
На 8 юни 2007 г. на тридесет и третата среща на върха на лидерите на Г-8 състояла се в Хейлигендам (Германия), руският президент Владимир Путин отправя предложение радарната станция в Габала да стане част от развиваната от САЩ отбранителна противоракетна система. Предложението е подкрепено от азербайджанските лидери, които го смятат за значителен принос към стабилността и сигурността в региона.
Граничното сътрудничество е важен компонент в отношенията, предвид ситуацията в Кавказ и целите на борбата срещу международния тероризъм. Задължителни са редовните контакти между граничните служби на Азербейджан и Русия. На 25 януари 2002 г. се подписва междуправителствено споразумение за дейността на граничните представители. В етап на одобрение е договор за откриване на официални представителства на граничните служби на териториите на двете страни. Граничните власти на двете страни си сътрудничат въз основа на годишните планове за съвместни действия.
На 29 – 30 януари 2008 г. Москва е домакин на XV рунд от преговорите по определяне на границата с Азербайджан. Споразумяната гранична линия, която е очертана от работните протоколи, карти и описателни документи е 336.5 километра, които отговарят на 90% от границата между двете държави.
Изпълнителните и съдебните власти на Русия и Азербайджан също си сътрудничат. През април 1996 г. се подписва споразумение между Министерствата на вътрешните работи на двете страни за взаимно съдействие във вътрешните дела в пограничните райони, влязло в сила през 2001 г.

### Икономически взаимоотношения
През март 2006 г. Русия отваря търговско представителство в Баку.
Търговско–икономическото сътрудничество между Русия и Азербайджан е във възход. През 2008 г. търговският стокообмен между страните се увеличава с 39,3% и възлиза на 2.403 млрд. долара, износът нараства с 42,6% и е 1,9911 млрд. долара, вносът ъвеличава с 8% – 411,4 млн. долара. Въпреки преустановяването на доставките на руски газ за Азербайджан през 2007 г., търговията запазва полижителна тенденция, а структурата се променя в посока увеличаване дяла на непетролните суровини.
В съответствие с договора между Руската федерация и Азербайджан (18 януари 1996 г.) за транзит на петрол през територията на Руската федерация, Азербейджан транспортира петрол през петролопровода Баку-Новоросийск.
През 2007 г. във връзка с въвеждането в експлоатация на маршрута за транспортиране на петрол „Баку – Тбилиси – Джейхан“ по тръбопровода са подадени само 2,083 млн. тона въпреки споменатите в договора от 1996 г. 5 млн. тона годишно.
Подобряването на отношенията между Русия и Турция оказва влияние и върху конфликта за Нагорни Карабах, в който турските и руски интереси са противоположни. Москва неофициално подкрепя Армения, а Турция – Азербайджан. Този баланс е поставен под въпрос и от турско-арменското сближаване, както и от възхода на Азербайджан като производител на петрол и природен газ. Руските отношения с Азербайджан се определят от замразения конфликт в Нагорни Карабах и ситуацията с азербайджанския петролен износ. Със споразумението между Баку и Тбилиси от 2007 г. за доставката на петрол за Грузия и закупуването на грузинската преносна мрежа от азербайджанската държавна компания СОКАР, Баку отправя открито предизвикателство към руската роля в Южен Кавказ. Освен това, руските газови доставки за Армения минават през грузинската газопреносна мрежа, която е азербайджанска държавна собственост.
През 2006 г. АД „Газекспорт“ дава на Азербайджан 4,5 млрд. кубически метра газ на цена 110 щатски долара за 1000 кубически метра. През 2007 г. Азербайджан отказва да доставя газ на Русия поради неприемливата цена 235 долара за 1000 куб. метра, предложена от „Газпром“.

### Културни взаимоотношения
Руско-азербайджанските отношения в културната сфера и образованието се развиват постоянно. През декември 2006 г. двете страни приемат програма за междудържавно сътрудничество в хуманитарната сфера за периода 2007 – 2009 г.
2005 г. е „Годината на Азербайджан“ в Русия, а 2006 г. „Годината на Русия“ в Азербайджан; двете страни са провеждат 110 специални културни събития през тези две години.
През 2008 г. в Баку се открива клон на Московски държавен университет. В университетите в Азербайджан над 15 хиляди студенти изучават руски език. В Азербайджан има над 50 рускоезични вестника и 10 руски новинарски агенции.
През 2011 г. се отбелязва двадесетата годишнина от независимостта на Република Азербайджан.
Към 2013 г. Азербайджан е единствената държава в региона с достатъчен капацитет за технологичен пробив, с нова индустриализация и ресурси за създаване на иновативни производства. Според последния преглед на Световния икономически форум нивото на конкурентоспособността на макроикономическата среда е на 16 място в света.